# Trinucleidae
A Trinucleidae a háromkaréjú ősrákok (Trilobita) osztályának az Asaphida rendjébe, ezen belül a Trinucleoidea öregcsaládjába tartozó család.

## Rendszerezés
A családba az alábbi nemek tartoznak:
| - Anebolithus - Australomyttonia - Bancroftolithus - Bergamia - Bettonolithus - Botrioides - Broeggerolithus - Costonia - Cryptolithoides - Cryptolithus - Deanaspis - Declivolithus - Decordinaspis - Eirelithus - Famatinolithus - Furcalithus - Guandacolithus - Gymnostomix - Hanchungolithus - Huenickenolithus - Incaia - Jianxilithus - Lloydolithus - Lordshillia - Marekolithus - Marrolithoides | - Marrolithus - Myinda - Myindella - Myttonia - Nankinolithus - Ningkianolithus - Novaspis - Onnia - Paratretaspis - Paratrinucleus - Parkesolithus - Pragolithus - Protoincaia - Protolloydolithus - Reedolithus - Reuscholithus - Salterolithus - Stapeleyella - Telaeomarrolithus - Tetrapsellium - Tretaspis - Trinucleus - Whittardolithus - Xiushuilithus - Yinpanolithus |